# Svédország nagysebességű vasúti közlekedése

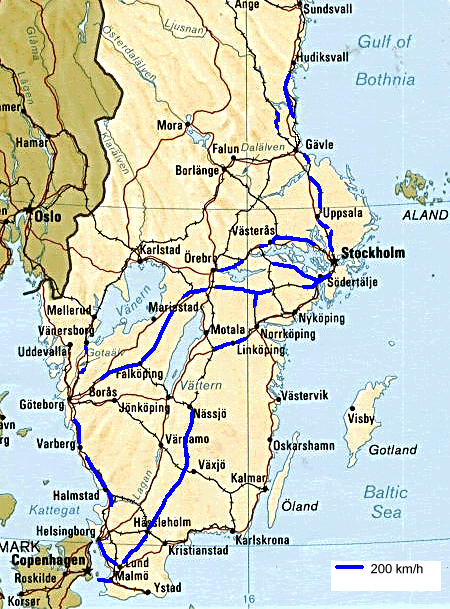
Svédország nagysebességű és hagyományos vasútvonalai

Svédország a személyforgalom meggyorsítását kívánja, és ennek érdekében új vonalakat épít és új nagysebességű vonatokat szerez be. Svédország is azt tervezi, hogy beszáll a korszak nagysebességű forgalmába. Az ilyen fejlesztési érdeklődés egészen Németországig terjed. A cél egy a mainál nagyobb teljesítményű összeköttetés létesítése Skandinávia és a kontinentális Európa között a személy- és teherforgalom számára. Ehhez azonban az újra való törekvés mellett új járművek beszerzése is szükséges. Az eddig a piacon található nagysebességű vonatok az ország különleges paraméterei közül sokba nem illeszkednek be. A különlegesen kemény klimatikus üzemi feltételek közötti üzemeltetés csak ezek egyike. Ezenkívül az űrszelvény-profil is nagyobb, mint a kontinentális európai. A vonatkapacitásnak azonban nem szükséges olyan nagynak lenni, mint a kontinentális Európában. Ezen kívül egy ajtó-koncepcióra is szükség van. Ezért úgy döntött az állam, hogy a svéd vasútgyártó ipart – név szerint a Bombardier Transportation-t egy nagysebességű vonat kifejlesztésére kéri fel. Jelenleg az országban két újépítésű vonal létesítéséről folyik vita. Augusztus elején a svéd országgyűlésben képviselt hét párt közül hat a következő vonalak építése mellett szavazott: Stockholm–Jönköping–Göteborg (Götalandsbanan) és (Stockholm)–Jönköping–Helsingborg–Malmö(–Koppenhága) (Europa-Banan). A vonalakat 250 km/h sebességre kell megtervezni. Stockholm és Göteborg között ekkor kerek 2 órás, Malmö felé pedig 2 óra 40 perces menetidők lehetségesek. A két vonal építési költsége tekintetében 150 milliárd SEKre (10,7–16 milliárd euró) várható. A Götalandbanan elkészülése 2015-re, az Europa-Banané pedig csak 2030-ra várható. 2009 őszig egy ajánlást dolgoztak ki a parlament számára.

## Járművek
Svédországban az aktív szekrénybedőlésre képes kocsikból összeállított vonatokat az 1960-as évek végétől fejlesztették ki. Az 1980-as években úgy döntöttek, hogy ezt a technikát az SJ X2000 vonat alakjában kereskedelmi üzemben alkalmazzák. Az ilyen kocsik egy adott pályán 25-30%-kal nagyobb sebességet tesznek lehetővé megfelelő komfort biztosítása mellett. A rugózott forgóvázak a vágány igénybevételt alacsony szinten tartják. A vonat legnagyobb sebessége 200 km/h. A beruházási költségek egy új vonal megépítésekhez viszonyítva kisebbek voltak.

## Új vonalak
1990-től kezdve előbb a Stockholm-Göteborg, majd a Stockholm–Malmö és a Stockholm–Sundsvall vonalakat fokozatosan ilyen sebességre alkalmasakká tették. 2008-ban olyan nagy volt a vasúti személy- és áruszállítás forgalma, mint azelőtt sohasem. A klímaváltozással kapcsolatos vitákkal egyidejűleg egy nagysebességű vonalhálózat építésének gondolata is felmerült. Ebben az ügyben még nincs döntés, azonban van egy olyan állami kezdeményezés, miszerint 2025-ig történjen meg nagysebességű vonalak kiépítése.
A svéd Királyi Műszaki Főiskola a svéd nagysebességű korridorok számára bizonyos kritériumokat is felállított:
- piaci forrás célja jelentős repülési kínálattal,
- jelentős regionális részpiacok gépkocsi konkurenciával,
- erős teherforgalmi áramlás a korridorban.

Ezek a kritériumok Stockholm és Göteborg, valamint Schonen (Dánia) között teljesülnek. Olyan vasúti forgalmat kell teremteni, mely más közlekedési eszközöktől a legnagyobb forgalmi hányadot vonja el.
Célul kitűzött utazási idők:
- legfeljebb 3 óra utazási idő,
- szolgálati utazás oda-vissza,
- legfeljebb 1 óra utazási idő egy irányban, napi munkába járás esetén

Szabadidős utasok nem annyira érzékenyek, ezért ők a lehetőségeket jobban ki tudják használni. Nagysebességű vonalak esetében a környezeti szempontok lényegesek ugyan, de nem döntőek. Az autóval és a repülőgéppel való verseny ugyancsak követelményeket támaszt a vasúti forgalommal szemben. Itt a közúttal versenyképes eljutási idők elérése a célkitűzés, az, hogy az autóval a lakástól a pályaudvar elérését is beszámítva a vonattal való utazás 50%-kal rövidebb legyen, mint az autóval történő utazás. A nemzetközi tapasztalatok azt mutatják, hogy 3 órás utazási idő esetén a vasút a piaci vezető, két órás utazás esetén pedig a közvetlen utazás a légiforgalmat helyettesíti. A legnagyobb környezetjavító hatások a nagysebességű, villamosított üzemű vasútvonalak esetében azok javára keletkeznek. A tervezett 320 km/ h sebességnek 360 km/h értékre való emelése Stockholm és Malmö között a megállás nélküli menetet 10 perccel csökkentené. A jövőbeli 6600 méteres sugarak megfelelő túlemelés esetén 380–400 km/h sebességet is megengednének. A jövőbeli hálózat legjobban terhelt részét 12 vonat/óra és irány figyelembevételével kellene méretezni. A jelzőrendszernek 3 perces követési időt kellene megengedni. Ilyen esetben az összes vonatra azonos menetidők és nagyfokú pontosság elengedhetetlenek. A fejlesztés két fő iránya A Götalandsbahn: ez 470 km-en köti össze Stockholmot Göteborggal. Ennek a vonalnak a tervezése még folyik, végleges döntés a legközelebbi években várható. Az Europabahn még a tervezés korai állapotában van. A tervezés szerinti Stockholm–Malmö távolság kb. 610 km. A jelenlegi elképzelések szerint a vonal Koppenhágán keresztül Hamburgig fut majd. A 2008. évi költségszinten kb. 125 milliárd SEKet tesznek ki. Az új nagysebességű vonal építési költsége kilométerenként 172 millió SEK.

## Üzemeltetési koncepció és piaci hatások
A vonatkínálat a nagy kereslet és a rövid utazási idők miatt lényegesen növelhető. A Götaandsbahn és az Europabahn számára – hála az új vonalaknak, a nagy keresletnek – a vonat-kínálat lényegesen növekedhet. A tervek szerint nagysebességű vonatokkal félórás ütemű forgalmat terveznek. Minden második vonat útközben egyáltalán nem vagy csak keveset áll majd meg. A nagysebességű vonatoknak 300-500 ülőhelye lesz. Az utasprognózis 300 km/h sebességű és 250-300 ülőhelyes motorvonatot vesz tekintetbe, de több egység összekapcsoltan is futtatható. A programban szereplő járművek nemcsak ilyen üzemre alkalmasak, hanem megfelelő utaskényelmet is biztosítanak és Skandinávia területén 250–300 km/h sebességre lesznek alkalmasak.

## Utazási idők és piaci hatások
Napjainkban a jövőbeli Götalandsbahn és Europabahn vonatainak egyike sem képes a kitűzött menetidőket elérni. A nagysebességű vonalakon ezek a menetidők az összes fontos viszonylatban elérhetők vagy túlteljesíthetők lesznek. A Stockholm és Göteborg, Malmö és Koppenhága közötti összeköttetések különösen versenyképesek lesznek és a gépkocsi-, illetve repülőforgalomnak jelentős mértékben a vasútra való áthelyeződését eredményezik majd. A nagysebességű forgalomnak a vasútra történő áthelyeződése miatt 2020-ig a vasúti teherforgalom várhatóan 40%-kal, a személyforgalom pedig 50%-kal fog növekedni. A vasút fejlesztése nélkül a közúti teherforgalom 2020-ig 44%-kal növekedne. A megfelelően továbbfejlesztett vasút a vele szemben majd támasztott teljes szállítási igény felvételére képes lehet.

## Csatlakozás az európai nagysebességű hálózathoz
A svéd nagysebességű vonalak egyetlen nagy teljesítményű korridor alkotórészét képezik, amely Skandinávia és Közép-Európa hálózatait köti össze. Célszerűnek látszik, hogy a jövőben Skandinávia és Európa között több ilyen kapcsolat is létesüljön. Egy ilyen jellegű továbbfejlesztéshez az európai szárazföld erre szóba jöhető része topográfiai szempontból is kedvezőnek mondható. Egy Berlin irányába történő csatlakoztatásra különböző alternatívák vizsgálhatók. Vasúti kapcsolat létesítésére különböző további útvonalak is szóba jöhetnek.
Piacelemzések bizonyítják, hogy Skandináviának az európai vasúti forgalomban történő továbbfejlesztett vasúti kapcsolata nemcsak lehetséges, hanem jelentős előnyöket is biztosíthat.